# 斯马灵厄兰

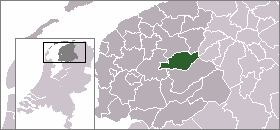

斯马灵厄兰（荷蘭語：Smallingerland）是荷蘭的市镇，位於該國北部，由菲士蘭省負責管轄，面積126.15平方公里，2009年人口55,201，人口密度為每平方公里464人，2010年失業率約10%。

## 外部連結
- Official website （页面存档备份，存于）
- Website with a lot of old pictures of Drachten (Dragten.NL) （页面存档备份，存于）

53°06′N 6°06′E / 53.100°N 6.100°E